# بازسازی برش‌نگاری
بازسازی برش‌نگاری یا بازسازی توموگرافی (به انگلیسی: Tomographic reconstruction) یکی از انواع روش‌های حل معکوس چند‌بعدی است که در آن مسئله برآورد یک سیستم معین با استفاده از تعداد محدودی از پروجکشن‌ها می‌باشد. پایه‌های ریاضی برای تصویربرداری توموگرافی توسط یوهان رادون مطرح شد. یکی از نمونه‌های کاربردی قابل توجه، بازسازی توموگرافی کامپیوتری (CT) است که در آن تصاویر مقطعی بیماران به روش غیر تهاجمی به دست می‌آیند. در پیشرفت‌های اخیر، تبدیل رادون و معکوس آن برای کارهای مربوط به جابجایی جسم واقع گرایانه مورد نیاز برای آزمایش و ارزیابی استفاده از توموگرافی کامپیوتری در امنیت فرودگاه‌ها، استفاده شده‌است.
این مقاله به‌طور کلی به روش‌های بازسازی برای انواع توموگرافی اشاره می‌کند، اما برخی از اصطلاحات و توصیف‌های فیزیکی به‌طور مستقیم به بازسازی توموگرافی کامپیوتری اشعه ایکس، اشاره می‌کنند.

## معرفی فرمول

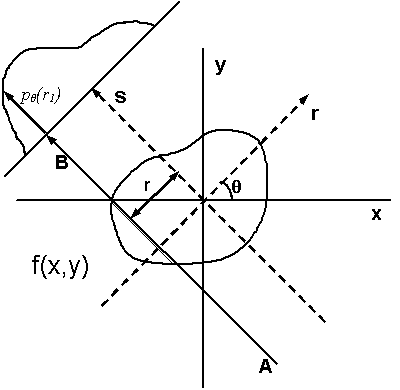
شکل یک_ هندسه اشعه موازی استفاده شده در توموگرافی و بازسازی توموگرافی. هر پروجکشن که از توموگرافی تحت یک زاویه خاص به دست آمده، از یک سری از انتگرال‌های خط در طول جسم ساخته شده‌است.

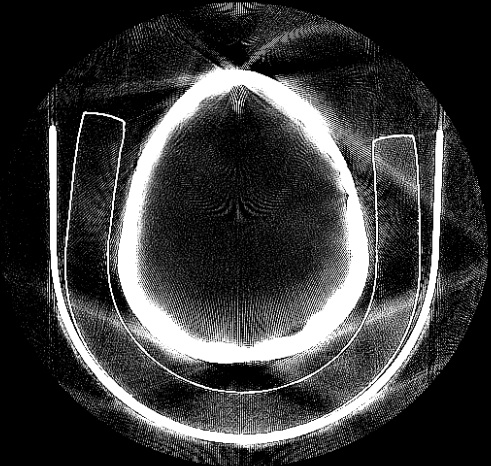
شکل دوم_ تصویر توموگرافی حاصل شده از فانتوم جمجمه پلاستیکی. اشعه ایکس‌های فرافکنده شده به وضوح بر روی این مقطع که با استفاده از یک سی تی اسکن گرفته شده مشخص است علاوه بر این اعوجاج‌هایی نیز به دلیل تعداد محدود پروجکشن در زاویه‌ها مشاهده شده‌است.

پروجکشن یک شی که از فرایند اندازه‌گیری توموگرافی در یک زاویه معین  {\displaystyle \theta } ایجاد شده، از مجموعه‌ای از انتگرال خط ساخته می‌شود (به شکل ۱توجه کنید). مجموعه ای شامل تعداد زیادی از چنین پروجکشن‌هایی تحت زوایای مختلف که در دو بعد (2D) سازماندهی شده‌اند، سینوگرام نامیده می‌شود (به شکل ۳ نگاه کنید). درتوموگرافی کامپیوتری اشعه ایکس، انتگرال خط، نشان دهنده میزان کلی تضعیف پرتو اشعه ایکس می‌باشد که وقتی اشعه در مسیر مستقیم از داخل شیء حرکت می‌کند، گویی این انتگرال در حال تشکیل شدن است. همان‌طور که در بالا ذکر شد، تصویر حاصل یک مدل دوبعدی (یا سه‌بعدی) از ضریب تضعیف است. هدف ما به تصویر کشیدن {\displaystyle \mu (x,y)} است. ساده‌ترین و آسان‌ترین روش برای تجسم روش اسکن، سیستم پروجکشن‌های موازی است، که در اسکنرهای اولیه استفاده شد. برای این بحث، ما فرض می‌کنیم که داده‌ها از یک سری اشعه موازی، در طول یک پروجکشن در زاویه {\displaystyle \theta } جمع‌آوری شده‌اند. این روند برای زوایای مختلف تکرار شده‌است. تضعیف به صورن نمایی در بافت اتفاق می‌افتد:
{\displaystyle I=I_{0}\exp \left({-\int \mu (x,y)\,ds}\right)}
که در آن {\displaystyle \mu (x,y)} ضریب تضعیف به عنوان تابعی از مکان است؛ بنابراین، تضعیف کلی {\displaystyle p}یک پرتو در یک موقعیت، در پروچکشن ای با زاویه {\displaystyle \theta }، توسط انتگرال خط زیر به دست می‌آید:
{\displaystyle p_{\theta }(r)=\ln \left({\frac {I}{I_{0}}}\right)=-\int \mu (x,y)\,ds}
با استفاده از سیستم مختصات نشان داده شده در شکل یک، مقدار {\displaystyle r}که نقطه {\displaystyle f(x,y)}روی آن تصویر می‌شود، از رابطه زیر به دست می‌آید:
{\displaystyle xcos\theta +ysin\theta =r}
بنابراین معادله بالا را می‌توان به صورت زیر بازنویسی کرد:
{\displaystyle p_{\theta }(r)=\int _{-\infty }^{\infty }\int _{-\infty }^{\infty }f(x,y)\delta (x\cos \theta +y\sin \theta -r)\,dx\,dy}
که در آن  {\displaystyle f(x,y)} نشان دهنده {\displaystyle \mu (x,y)}است. این تابع به عنوان تبدیل رادون (یا سینوگرام) از شی دوبعدی شناخته می‌شود.
تبدیل فوریه پروجکشن را می‌توان به صورت زیر نوشت:
{\displaystyle P_{\theta }(\omega )=\int _{-\infty }^{\infty }\int _{-\infty }^{\infty }f(x,y)\exp[-j\omega (x\cos \theta +y\sin \theta )]\,dx\,dy=F(\Omega _{1},\Omega _{2})}که در آن  {\displaystyle \Omega _{1}=\omega \cos \theta ,\Omega _{2}=\omega \sin \theta }
{\displaystyle P_{\theta }(\omega )} نشان دهنده یک مقطع از تبدیل فوریه دوبعدی {\displaystyle f(x,y)} در زاویه  {\displaystyle \theta }است. با استفاده از معکوس تبدیل فوریه، فرمول معکوس تبدیل رادون می‌تواند به راحتی مشتق شود.
{\displaystyle f(x,y)={\frac {1}{2\pi }}\int \limits _{0}^{\pi }g_{\theta }(x\cos \theta +y\sin \theta )d\theta }
که در آن {\displaystyle g_{\theta }(x\cos \theta +y\sin \theta )} مشتق از تبدیل هیلبرت {\displaystyle p_{\theta }(r)} است.
در تئوری معکوس تبدیل رادون، تصویر اصلی را تولید می‌کند. قضیه پروجکشن مقطعی به ما می‌گوید که اگر ما تعداد بی‌نهایت از پروجکشن‌های یک بعدی جسم داشته باشیم که در بی‌نهایت زاویه گرفته شده‌اند، می‌توانیم شیء اصلی یعنی همان {\displaystyle f(x,y)}را به‌طور کامل بازسازی کنیم. با این حال، در عمل تنها تعداد محدودی پروجکشن در دسترس خواهد بود.
با فرض اینکه {\displaystyle f(x,y)} دارای قطر مؤثر {\displaystyle d}است و حد تفکیک مورد نظر  {\displaystyle R_{s}} است، تعداد پروجکشن مورد نیاز برای بازسازی تصویر از رابطه زیر به دست می‌آید: {\displaystyle N>\pi d/R_{s}}

## الگوریتم‌های بازسازی
الگوریتم‌های بازسازی عملی برای تکمیل روند بازسازی یک جسم سه‌بعدی از پروجکشن‌های آن ساخته شده‌است. این الگوریتم‌ها عمدتاً بر اساس ریاضیات تبدیل رادون، دانش آماری فرایندجمع آوری داده و هندسه سیستم تصویربرداری داده طراحی شده‌اند.

### الگوریتم بازسازی در حوزه فوریه[۴]
بازسازی را می‌توان با استفاده از درون یابی انجام داد. فرض کنید {\displaystyle N} پروجکشن از {\displaystyle f(x,y)}‌در زوایای که به‌طور مساوی فاصله داده می‌شوند و هر کدام سرعت نمونه برداری یکسان دارند، تولید شده‌است. تبدیل فوریه گسسته در هر پروجکشن، نمونه‌برداری را در حوزه فرکانس انجام خواهد داد. ترکیب همه پروجکشن‌های نمونه‌برداری شده در فرکانس، یک خط قطبی در حوزه فرکانس ایجاد می‌کند. خط قطبی نامتراکم خواهد بود بنابرین برای پر کردن نقاط ناشناخته تبدیل فوریه دوبعدی از درون‌یابی استفاده می‌شود و سپس بازسازی می‌تواند از طریق معکوس تبدیل فوریه دیجیتال انجام شود. عملکرد بازسازی ممکن است با طراحی روش‌هایی برای تغییر نامتراکمی خط قطبی و تسهیل اثرگذاری درون‌یابی، بهبود یابند. به عنوان مثال، یک مربع مورب متحدالمرکز در حوزه فرکانس را می‌توان با تغییر زاویه بین هر پروجکشن به صورت زیر بدست آورد:
{\displaystyle \theta '={\frac {R_{0}}{\max\{|\cos \theta |,|\sin \theta |\}}}}که {\displaystyle R_{0}}بالاترین فرکانس مورد بررسی است.
مربع مورب متحدالمرکز، کارایی محاسباتی را بهبود می‌بخشد با اینکه تمام موقعیت‌های درون یابی روی شبکه تبدیل فوربه گسسته مستطیلی شکل می‌گیرد. علاوه بر این، خطای درون یابی را نیز کاهش می‌دهد. با این حال، الگوریتم تبدیل فوریه مشکل بزرگ تولید خروجی نویزی را دارد.

### الگوریتم عقبگرد پروجکشن[۲]
در عمل بازسازی تصویر توموگرافیک، اغلب از یک نسخه پایدار و گسسته سازی شده تبدیل رادون معکوس استفاده می‌شود، که به عنوان الگوریتم عقبگرد پروجکشن شناخته می‌شود.
در یک سیستم نمونه‌گیری شده گسسته، تبدیل رادون معکوس، مانند زیر است:
{\displaystyle f(x,y)={\frac {1}{2\pi }}\sum _{i=0}^{N-1}\Delta \theta _{i}g_{i}(x\cos \theta _{i}+y\sin \theta _{i})}
{\displaystyle g_{\theta }(t)=p_{\theta }(t)\cdot k(t)}
که {\displaystyle \Delta \theta } فاصله زاویه ای بین پروجکشن‌ها و {\displaystyle k(t)} کرنل رادون با پاسخ فرکانس  {\displaystyle |\omega |}است. نام عقبگرد پروجکشن از این واقعیت سرچشمه گرفته‌است که پروجکشن‌های یک بعدی باید توسط کرنل یک بعدی رادون فیلتر شوند تا بتوان سیگنال دوبعدی را به دست آورد. فیلتر استفاده شده حاوی بهره مقدار ثابت (gain DC) نیست، بنابراین افزودن یک مقدار ثابت (DC) ممکن است مطلوب باشد. بازسازی با استفاده از روش عقبگرد پروجکشن، باعث وضوح بیشتری نسبت به روش درون یابی که در بالا توضیح داده شده‌است، می‌شود. با این حال، باعث ایجاد نویز بیشتر نیز می‌شود، زیرا فیلتر مستعد به افزایش محتوای فرکانس بالا است.

### الگوریتم بازسازی تکراری[۲]
الگوریتم تکراری از لحاظ محاسبات پیچیده‌است اما اجازه می‌دهد اطلاعات پیشین در مورد سیستم به حساب بیایند. {\displaystyle N}تعداد پروجکشن‌ها و {\displaystyle D_{i}}اپراتور تحریف برای {\displaystyle i}امین پروجکشن گرفته شده در یک زاویه  {\displaystyle \theta _{i}}است و {\displaystyle \{\lambda _{i}\}}مجموعه ای از پارامترها برای بهینه‌سازی تبدیل تکرارها هستند.
{\displaystyle f_{0}(x,y)=\sum _{i=1}^{N}\lambda _{i}p_{\theta _{i}}(r)}
{\displaystyle f_{k}(x,y)=f_{k-1}(x,y)+\sum _{i=1}^{N}\lambda _{i}[p_{\theta _{i}}(r)-D_{i}f_{k-1}(x,y)]}

یک خانواده جایگزین از الگوریتم‌های بازسازی توموگرافی بازگشتی عبارتند از: تکنیک بازسازی جبری و حداقل تفاضل مجانبی. 

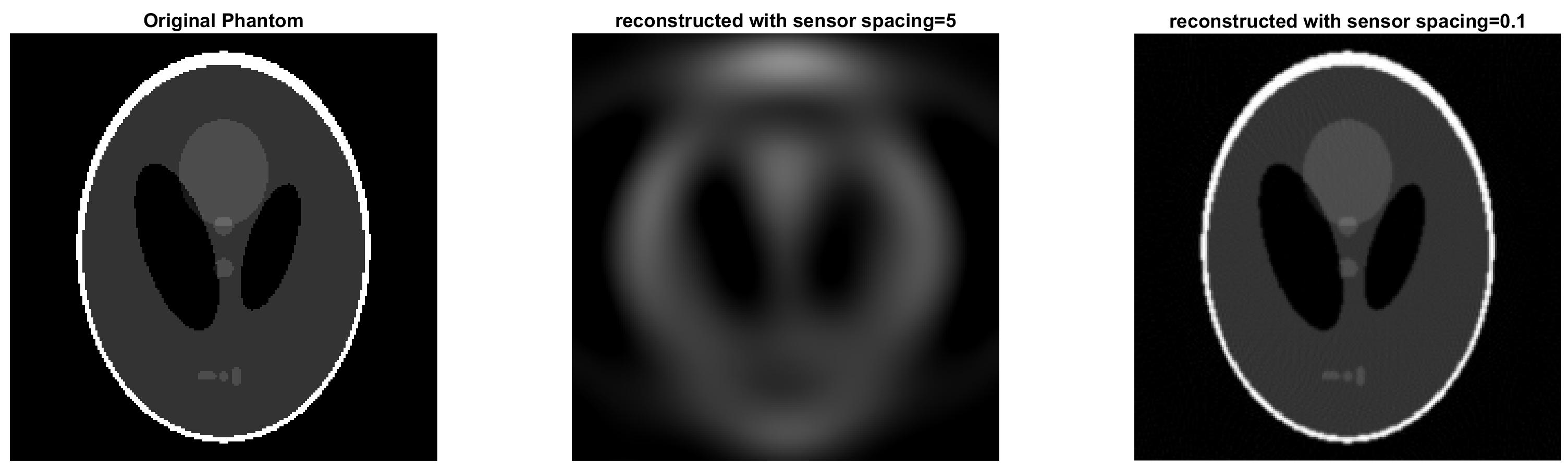
بازسازی پرتو پنکه ای شپ-لوگان فانتوم با فاصله‌های مختلف سنسور. فاصله کمتر بین سنسورها اجازه بازسازی دقیق تر انجام شود. این شکل با استفاده از MATLAB تولید شد.

### بازسازی پرتو پنکه‌ای
استفاده از یک پرتو پنکه ای هم راستا سازی نشده رایج است زیرا به دست آوردن یک پرتو تابش هم راستا سازی شده دشوار است. پرتوهای پنکه ای، مجموعه ای از انتگرال‌های خط را تولید می‌کنند که مانند پروجکشن‌ها به صورت موازی با یکدیگر نیستند. سیستم پرتو پنکه ای نیاز به محدوده زاویه۳۶۰ درجه ای دارد که موجب محدودیت مکانیکی می‌شود، اما اجازه می‌دهد تا سرعت جمع‌آوری سیگنال سریع تر باشد که این امر در موارد خاص برای مثال در زمینه پزشکی مفید است. روند عقبگرد پروجکشن یک روش دو مرحله ای مشابه را طی می‌کند که با استفاده از محاسبه جمع وزن دار شده عقبگرد پروجکشن‌های گرفته شده از پروجکشن‌های فیلتر شده، بازسازی را انجام می‌دهد.

## نرم‌افزار بازسازی توموگرافی
برای بازسازی توموگرافی انعطاف‌پذیر، جعبه ابزارهای منبع بازمانند TomoPy, ODL یا جعبه ابزار ASTRA. در دسترس هستند. TomoPy یک جعبه ابزار منبع باز پایتون برای انجام پردازش داده‌های توموگرافی و امور بازسازی تصویر در منبع پیشرفته فوتون در آزمایشگاه ملی Argonne است. جعبه ابزار TomoPy به‌طور خاصی طراحی شده‌است که برای استفاده آسان است. TomoPy همچنین شامل چندین الگوریتم بازسازی است که می‌تواند در ایستگاه‌های کاری چند هسته‌ای و با امکانات محاسباتی در مقیاس بزرگ اجرا شود. جعبه ابزار ASTRA یک جعبه ابزار MATLAB از پایه‌های پردازنده گرافیکی با عمکرد خوب برای توموگرافی دوبعدی و سه‌بعدی است که ازسال ۲۰۰۹–۲۰۱۴ توسط آزمایشگاه iMinds-Vision Lab University of Antwerp ساخته شده و از سال ۲۰۱۴ به‌طور مشترک توسط iMinds-VisionLab, UAntwerpen و CWI, Amsterdam پیشرفت داده شده‌است. این جعبه ابزار از پرتوهای موازی، پنکه ای و مخروطی با موقعیت منبع/ آشکارساز بسیار قابل انعطاف پشتیبانی می‌کند. تعداد زیادی از الگوریتم‌های بازسازی از طریق مجموعه ابزارTomoPyو ASTRA در دسترس هستند، از جمله این‌ها می‌توان بهFBP, Gridrec, ART , SIRT, SART, BART, CGLS, PML, MLEM و OSEM اشاره کرد. به تازگی، جعبه ابزار ASTRA با TomoPy ادغام شده‌است. با ترکیب جعبه ابزار ASTRA با TomoPy، روش بازسازی مبتنی بر GPU به راحتی در دسترس کاربران قرار گرفت و کاربران جعبه ابزار ASTRA می‌توانند به راحتی داده‌ها را بخوانند و از قابلیت‌های دیگر TomoPy برای فیلتر کردن داده‌ها و تصحیح اعوجاج‌ها استفاده کنند.

## نگارخانه

شکل پنجم_تصویر بازسازی شده از سینوگرام با استفاده از روش‌های تکراری. شی اصلی تقریبا بازسازی شده‌است البته تصویر به دست آمده مقداری اعوجاج هم دارد.

شکل چهارم_سینوگرام یک شی فنتوم-حاصل شده از توموگرافی. پنجاه مقطع پروجکشن طی ۱۸۰ درجه زاویهگرفته شده‌است (نمونه‌گیری با فواصل یکسان)

در تصاویر آمده در این قسمت، روند کامل برای یک توموگرافی ساده از جسم و بازسازی توموگرافی بر اساس روش‌های تکراری آمده‌است. 

شکل سوم_شی فنتوم، دو عدد مربع مورب